# Планинске трупе (Бундесвер)
Планинске трупе (Бундесвера) (нем. Gebirgsjägertruppe) су трупе у Хееру (Копнена војска Немачке) и спадају у борбене трупе. 

## Историја
Планинске трупе у Немачкој постоје још од Вермахта. У данашњој Немачкој, ове трупе су основане 1956. Током историје ових трупа, основане су многе јединице, као што су: 1. планинска дивизија 
, 22. планинска ловачка дивизија, 23. планинска ловачка дивизија...

## Униформе
Кошуље су сивкасте боје, а хлаче су црне. На крагни се налази две линије у зеленој позадини, које служе за распознавање родова . Капе су типичне немачке планинске капе, које су сиве боје. На левој страни се налази лимени амблем у облику рунолиста .